# Indigo Nights
Indigo Nights es el tercer álbum en vivo del músico estadounidense Prince, que contiene ocho versiones en directo de clásicos del artista, cuatro covers, dos canciones nuevas y un monólogo.

## Lista de canciones
1. "3121" – 7:44
2. "Girls & Boys" – 4:05
3. "The Song of the Heart" – 1:39
4. "Delirious" – 2:01
5. "Just Like U" (Monólogo) – 2:49
6. "Satisfied" – 6:19
7. "Beggin' Woman Blues" – 6:43
8. "Rock Steady" – 6:37
9. "Whole Lotta Love" – 4:42
10. "Alphabet St." – 6:09
11. "Indigo Nights" (– 3:41
12. "Misty Blue" – 4:25
13. "Baby Love" – 3:54
14. "The One" – 9:08
15. "All the Critics Love U in London" – 7:05